# Коллиер, Пол
Пол Ко́ллиер (англ. Paul Collier) — валлийский профессиональный снукерный рефери. Наиболее известен как судья финального матча чемпионата мира 2004 года между Ронни О'Салливаном и Грэмом Доттом. Коллиер был одним из основных рефери на профессиональных снукерных турнирах, но в 2005 году прекратил профессиональную карьеру из-за финансовых проблем в игре. С тех пор он продолжает судить различные выставочные и любительские матчи. В 2010 году возобновил своё сотрудничество с WPBSA в качестве профессионального рефери.

## Карьера
Начал играть в снукер в 13 лет, а заниматься судейством - в 15. В 1991 году Пол стал самым молодым членом ассоциации профессиональных снукерных рефери. Кроме снукерных матчей, он судил игры по пулу («девятка») и английскому бильярду. В частности, он был рефери на профессиональных чемпионатах мира по английскому бильярду.
В 2004 году судил финал чемпионата мира по снукеру, где Ронни О'Салливан завоевал свой второй титул, переиграв Грэма Дотта со счётом 18:8.
Хотя Коллиер перестал обслуживать матчи мэйн-тура, он продолжает оставаться главным рефери в снукерной Премьер-лиге, а также обслуживает матчи Championship League. Финал 2008-го года стал 200-м матчем, который Коллиер судил в рамках Премьер-лиги.
В 2010 году Коллиер принял решение вернуться к работе в мэйн-туре. Он уже принял участие в низкорейтинговом турнире Players Tour Championship.  Первым рейтинговым турниром стал чемпионат Великобритании, первым матчем — игра между Ронни О'Салливаном и Стюартом Бинэмом.
В 2024 году Пол Коллиер судил финал чемпионата мира по снукеру между Кайреном Уилсоном и Джеком Джонсом.